# Alan Berger
Alan Berger é um engenheiro americano atualmente Professor Leventhal de Urbanismo Avançado no Massachusetts Institute of Technology e um membro eleito da American Academy em Roma.